# Campeonato Mundial de Concurso Completo
El Campeonato Mundial de Concurso Completo Ecuestre es la máxima competición internacional de la disciplina hípica de concurso completo. Se realiza cada cuatro años desde 1966 bajo la organización de la Federación Ecuestre Internacional (FEI). Desde 1990 se celebra en el marco de los Juegos Ecuestres Mundiales.
El Reino Unido ha dominado esta disciplina consiguiendo 11 títulos mundiales (5 individual y 6 por equipos) y un total de 26 medallas, el segundo lugar es para Nueva Zelanda con 5 títulos (3 individual y 2 por equipos) y un total de 9 medallas, y el tercero para Alemania con 4 títulos (2 individual y 2 por equipos) y 13 medallas en total.

## Individual
| Núm. | Año  | Sede                             | Oro                                                 | Plata                                              | Bronce                                        |
| ---- | ---- | -------------------------------- | --------------------------------------------------- | -------------------------------------------------- | --------------------------------------------- |
| I    | 1966 | Burghley ( Reino Unido)          | Carlos Alberto Moratorio (Chalán) Argentina         | Richard Meade (Barberry) Reino Unido               | Virginia Freeman-Jackson (Sam Weller) Irlanda |
| II   | 1970 | Punchestown ( Irlanda)           | Mary Gordon-Watson (Cornishman V) Reino Unido       | Richard Meade (The Poacher) Reino Unido            | James Wofford (Kilkenny) Estados Unidos       |
| III  | 1974 | Burghley ( Reino Unido)          | Bruce Davidson (Irish Cap) Estados Unidos           | Michael Plumb (Good Mixture) Estados Unidos        | Hugh Thomas (Playamar) Reino Unido            |
| IV   | 1978 | Lexington ( Estados Unidos)      | Bruce Davidson (Night Tango) Estados Unidos         | John Watson (Cambridge Blue) Irlanda               | Helmut Rethemeier (Ladalco) RFA               |
| V    | 1982 | Luhmühlen ( RFA)                 | Lucinda Green (Regal Realm) Reino Unido             | Helmut Rethemeier (Santiago) RFA                   | Kim Walnes (The Gray Goose) Estados Unidos    |
| VI   | 1986 | Gawler ( Australia)              | Virginia Leng (Priceless) Reino Unido               | Trudy Boyce (Mossman) Nueva Zelanda                | Lorna Clarke (Myross) Reino Unido             |
| VII  | 1990 | Estocolmo · ( Suecia)            | Blyth Tait (Messiah) Nueva Zelanda                  | Ian Stark (Murphy Himself) Reino Unido             | Bruce Davidson (Pirate Lion) Estados Unidos   |
| VIII | 1994 | La Haya · ( Países Bajos)        | Vaughn Jefferis (Bounce) Nueva Zelanda              | Dorothy Trapp (Molokai) Estados Unidos             | Karen Dixon (Get Smart) Reino Unido           |
| IX   | 1998 | Roma · ( Italia)                 | Blyth Tait (Ready Teddy) Nueva Zelanda              | Mark Todd (Broadcast News) Nueva Zelanda           | Paula Törnqvist · (Monaghan) · Suecia         |
| X    | 2002 | Jerez de la Frontera · ( España) | Jean Teulère (Espoir de la Mare) Francia            | Jeanette Brakewell (Over to You) Reino Unido       | Piia Pantsu · (Ypäjä Karuso) · Finlandia      |
| XI   | 2006 | Aquisgrán · ( Alemania)          | Zara Phillips (Toy Town) Reino Unido                | Clayton Fredericks (Ben Along Time) Australia      | Amy Tryon (Poggio) Estados Unidos             |
| XII  | 2010 | Lexington ( Estados Unidos)      | Michael Jung · (La Biosthetique-Sam FBW) · Alemania | William Fox-Pitt (Cool Mountain) Reino Unido       | Andrew Nicholson (Nereo) Nueva Zelanda        |
| XIII | 2014 | Caen ( Francia)                  | Sandra Auffarth · (Opgun Louvo) · Alemania          | Michael Jung · (Fischerrocana Fst) · Alemania      | William Fox-Pitt (Chilli Morning) Reino Unido |
| XIV  | 2018 | Tryon ( Estados Unidos)          | Rosalind Canter (Allstar B) Reino Unido             | Padraig McCarthy (Mr Chunky) Irlanda               | Ingrid Klimke · (SAP Hale Bob OLD) · Alemania |
| XV   | 2022 | Pratoni del Vivaro · ( Italia)   | Yasmin Ingham (Banzai du Loir) Reino Unido          | Julia Krajewski · (Amande de B'Néville) · Alemania | Timothy Price (Falco) Nueva Zelanda           |

### Medallero histórico
- Actualizado a Pratoni del Vivaro 2022.

| Núm. | País           | Oro | Plata | Bronce | Total |
| ---- | -------------- | --- | ----- | ------ | ----- |
| 1    | Reino Unido    | 6   | 5     | 4      | 15    |
| 2    | Nueva Zelanda  | 3   | 2     | 2      | 7     |
| 3    | Alemania       | 2   | 3     | 2      | 7     |
| 4    | Estados Unidos | 2   | 2     | 4      | 8     |
| 5    | Argentina      | 1   | 0     | 0      | 1     |
| 5    | Francia        | 1   | 0     | 0      | 1     |
| 7    | Irlanda        | 0   | 2     | 1      | 3     |
| 8    | Australia      | 0   | 1     | 0      | 1     |
| 9    | Finlandia      | 0   | 0     | 1      | 1     |
| 9    | Suecia         | 0   | 0     | 1      | 1     |
|      | TOTAL          | 15  | 15    | 15     | 45    |

## Por equipos
| Núm. | Año  | Sede                             | Oro | Plata | Bronce |
| ---- | ---- | -------------------------------- | --- | --- | --- |
| I    | 1966 | Burghley ( Reino Unido)          | Virginia Freeman-Jackson (Sam Weller) Eddie Boylan (Durlas Eile) Penelope Moreton (Loughlin) Thomas Brennan (Kilkenny) Irlanda                                 | Carlos Moratorio (Chalan) Roberto Pistarini (Desidia) Ludovico Fusco (Gatopardo) Enrique Sztyrle (Hijo Manso) Argentina                               | — |
| II   | 1970 | Punchestown ( Irlanda)           | Mary Gordon-Watson (Cornishman V) Richard Meade (The Poacher) Mark Phillips (Chicago) Stuart Stevens (Benson) Reino Unido                                      | Michel Cochenet (Quaker) Dominique Bentejac (Trou Normand) Dominique Flament (Qui Dit Mieux) Henri Michel (Duragan) Francia                           | — |
| III  | 1974 | Burghley ( Reino Unido)          | Bruce Davidson (Irish Cap) Michael Plumb (Good Mixture) Edward Emerson (Viktor) Don Sachey (Plain Sailing) Estados Unidos                                      | Richard Meade (Wayfarer) Bridget Parker (Cornish Gold) Christopher Collins (Smokey) Mark Phillips (Columbus) Reino Unido                              | Martin Plewa (Virginia) Herbert Blöcker (Albrant) Horst Karsten (Sioux) Kurt Mergler (Vaibel) RFA                                                      |
| IV   | 1978 | Lexington ( Estados Unidos)      | Mark Ishoy · (Law and Order) · Juliet Bishop · (Sumatra) · Elizabeth Ashton · (Sunrise) · Cathy Wedge · (Abracadabra) · Canadá                                 | Helmut Rethemeier (Ladalco) Otto Ammermann (Volturno) Harry Klugmann (Veberod) Herbert Blöcker (Albrant) RFA                                          | Bruce Davidson (Might Tango) James Wofford (Carawich) Edmund Coffin (Bally Cor) Michael Plumb (Laurenson) Estados Unidos                               |
| V    | 1982 | Luhmühlen ( RFA)                 | Lucinda Green (Regal Realm) Richard Meade (Kilcashel) Virginia Holgate (Priceless) Rachel Bayliss (Mystic Mistrel) Reino Unido                                 | Helmut Rethemeier (Ladad) Rüdiger Schwarz (Power Game) Herbert Blöcker (Santiago) Dietmar Hogrefe (Foliant) RFA                                       | Kim Walnes (The Grey Goose) Nancy Bliss (Cobblestone) Torrance Fleischmann (Southern Comfort III) Michael Plumb (Blue Stone) Estados Unidos            |
| VI   | 1986 | Gawler ( Australia)              | Virginia Leng (Priceless) Lorna Clarke (Myross) Ian Stark (Oxford Blue) Clarissa Strachan (Delphy Dazzle) Reino Unido                                          | Marie-Christine Duroy (Harley) Armand Bigot (Jacquou du Bois) Thierry Touzaint (Gardenia III) Vincent Berthet (Jupille) Francia                       | Barry Roycroft (Last Tango) Scott Keach (Trade Commissioner) Wayne Roycroft (Valdez) Andrew Hoy (Just James) Australia                                 |
| VII  | 1990 | Estocolmo · ( Suecia)            | Andrew Nicholson (Spinning Rhombus) Andrew Scott (Umptee) Blyth Tait (Messiah) Mark Todd (Bahlua) Nueva Zelanda                                                | Ian Stark (Murphy Himself) Karen Straker (Get Smart) Rodney Powell (The Irishman II) Virginia Leng (Griffin) Reino Unido                              | Edith Schless-Störtenbecker (Kyang) Matthias Baumann (Alabaster) Marina Loheit (Sundance Kid) Herbert Blöcker (Feine Dame) RFA                         |
| VIII | 1994 | La Haya · ( Países Bajos)        | Karen Dixon (Get Smart) Mary Thomson (King William) Charlotte Bathe (The Cool Customer) Kristina Gifford (General Jock) Reino Unido                            | Jean-Lou Bigot (Twist la Beige) Jean Teulère (Rodosto) Marie-Christine Duroy (Summer Song) Francia                                                    | Bettina Overesch · (Watermill Stream) · Cord Mysegages · (Ricardo) · Ralf Ehrenbrink · (Kildare) · Alemania                                            |
| IX   | 1998 | Roma · ( Italia)                 | Blyth Tait (Ready Teddy) Mark Todd (Broadcast News) Vaughn Jefferis (Bounce) Sally Clark (Squirrel Hill) Nueva Zelanda                                         | Marie-Christine Duroy (Summer Song) Rodolphe Scherer (Bambi de Brière) Jean-Lou Bigot (Twist de la Beige) Philippe Mull (Viens du Frêne ENE) Francia  | Karen O'Connor (Prince Panache) David O'Connor (Giltedge) Kerry Millikin (Out and About) Bruce Davidson (Heyday) Estados Unidos                        |
| X    | 2002 | Jerez de la Frontera · ( España) | John Williams (Carrick) Kimberly Vinoski (Winsome Adante) David O'Connor (Giltedge) Amy Tryon (Poggio II) Estados Unidos                                       | Cédric Lyard (Fine Merveille) Jean Teulère (Espoir de la Mare) Jean-Luc Force (Crocus Jacob) Didier Courrèges (Free Style) Francia                    | Jeanette Brakewell (Over to You) Philippa Funnell (Supreme Rock) William Fox-Pitt (Tamarillo) Leslie Law (Shear H2O) Reino Unido                       |
| XI   | 2006 | Aquisgrán · ( Alemania)          | Frank Ostholt · (Air Jordan 2) · Hinrich Romeike · (Marius Voigt) · Bettina Hoy · (Ringwood Cockatoo) · Ingrid Klimke · (Sleep Late) · Alemania                | Zara Phillips (Toy Town) Katherine Dick (Spring Along) William Fox-Pitt (Tamarillo) Mary King (Call Again Cavalier) Reino Unido                       | Clayton Fredericks (Ben Along Time) Megan Jones (Kirby Park Irish) Andrew Hoy (Master Monarch) Sonja Johnson (Ringwould Jaguar)                        |
| XII  | 2010 | Lexington ( Estados Unidos)      | William Fox-Pitt (Cool Mountain) Mary King (Imperial Cavalier) Nicola Wilson (Opposition Buzz) Kristina Cook (Miners Frolic) Reino Unido                       | Stephanie Rhodes-Bosch · (Port Authority) · Selena O'Hanlon · (Colombo) · Hawley Bennett-Awad · (Gin & Juice) · Kyle Carter · (Madison Park) · Canadá | Andrew Nicholson (Nereo) Mark Todd (Grass Valley) Caroline Powell (Mac MacDonald) Clarke Johnstone (Orient Express) Nueva Zelanda                      |
| XIII | 2014 | Caen ( Francia)                  | Sandra Auffarth · (Opgun Louvo) · Michael Jung · (Fischerrocana Fst) · Ingrid Klimke · (Frh Escada Js) · Dirk Schrade · (Hop And Skip) · Alemania              | William Fox-Pitt (Chilli Morning) Zara Phillips (High Kingdom) Kristina Cook (De Novo News) Harry Meade (Wild Lone) Reino Unido                       | Elaine Pen · (Vira) · Tim Lips · (Keyflow N.O.P.) · Merel Blom · (Rumour Has It) · Andrew Heffernan · (Boleybawn Ace) · Países Bajos                   |
| XIV  | 2018 | Tryon ( Estados Unidos)          | Gemma Tattersall (Arctic Soul) Georgina French (Quarrycrest Echo) Tom McEwen (Toledo de Kerser) Rosalind Canter (Allstar B) Reino Unido                        | Sam Watson (Horseware Ardagh Highlight) Cathal Daniels (Rioghan Rua) Padraig McCarthy (Mr Chunky) Sarah Ennis (Horseware Stellor Rebound) Irlanda     | Donatien Schauly (Pivoine des Touches) Maxime Livio (Opium de Verrieres) Thibaut Vallette (Qing du Briot Ene HH) Sidney Dufresne (Tresor Mail) Francia |
| XV   | 2022 | Pratoni del Vivaro · ( Italia)   | Julia Krajewski · (Amande de B'Néville) · Michael Jung · (Fischer Chipmunk) · Christoph Wahler · (Carjatan S) · Sandra Auffarth · (Viamant du Matz) · Alemania | William Coleman (Off The Record) Tamra Smith (Mai Baum) Lauren Nicholson (Vermiculus) Boyd Martin (Tsetserleg TSF) Estados Unidos                     | Timothy Price (Falco) Jonelle Price (McClaren) Monica Spencer (Artist) Clarke Johnstone (Menlo Park) Nueva Zelanda                                     |

### Medallero histórico
- Actualizado a Pratoni del Vivaro 2022.

| Núm. | País           | Oro | Plata | Bronce | Total |
| ---- | -------------- | --- | ----- | ------ | ----- |
| 1    | Reino Unido    | 6   | 4     | 1      | 11    |
| 2    | Alemania       | 3   | 2     | 3      | 8     |
| 3    | Estados Unidos | 2   | 1     | 3      | 6     |
| 4    | Nueva Zelanda  | 2   | 0     | 2      | 4     |
| 5    | Canadá         | 1   | 1     | 0      | 2     |
| 5    | Irlanda        | 1   | 1     | 0      | 2     |
| 7    | Francia        | 0   | 5     | 1      | 6     |
| 8    | Argentina      | 0   | 1     | 0      | 1     |
| 9    | Australia      | 0   | 0     | 2      | 2     |
| 10   | Países Bajos   | 0   | 0     | 1      | 1     |
|      | TOTAL          | 15  | 15    | 13     | 43    |

## Medallero histórico total
- Actualizado a Pratoni del Vivaro 2022.

| Núm. | País           | Oro | Plata | Bronce | Total |
| ---- | -------------- | --- | ----- | ------ | ----- |
| 1    | Reino Unido    | 12  | 9     | 5      | 26    |
| 2    | Alemania       | 5   | 5     | 5      | 15    |
| 3    | Nueva Zelanda  | 5   | 2     | 4      | 11    |
| 4    | Estados Unidos | 4   | 3     | 7      | 14    |
| 5    | Francia        | 1   | 5     | 1      | 7     |
| 6    | Irlanda        | 1   | 3     | 1      | 5     |
| 7    | Argentina      | 1   | 1     | 0      | 2     |
| 7    | Canadá         | 1   | 1     | 0      | 2     |
| 9    | Australia      | 0   | 1     | 2      | 3     |
| 10   | Finlandia      | 0   | 0     | 1      | 1     |
| 10   | Países Bajos   | 0   | 0     | 1      | 1     |
| 10   | Suecia         | 0   | 0     | 1      | 1     |
|      | TOTAL          | 30  | 30    | 28     | 88    |

1. 1 2 3  Incluye las medallas obtenidas por la RFA entre 1949 y 1990.